# Hiromi Igarashi
Hiromi Igarashi (五十嵐 裕美?, Igarashi Hiromi; Hokkaidō, 13 dicembre 1986) è una doppiatrice giapponese di anime e videogiochi.
Talvolta usa lo pseudonimo Midori Shirayuki (白雪 碧?, Shirayuki Midori).

## Doppiaggio

### Anime
- Kyōran kazoku nikki (2008): Shinobu Shinki
- Yu-Gi-Oh! 5D's (2008): West
- Hellsing Ultimate (2009): Pip Bernadotte (bambino)
- Kemono no sōja Erin (2009): Saju
- Nogizaka Haruka no himitsu (2009): Koayu Nagikawa
- Oni chichi (2009): Airi Akizuki
- Aki Sora: yume no naka (2010): Nami Aoi
- Baka to test to shōkanjū (2010): Yūka Koyama
- Hanamaru yōchien (2010): Yū Kobayakawa
- Loups=Garous (2010): Ayumi Kono
- Maid-sama! (2010): Aoi Hyoudou
- Ore no imōto ga konna ni kawaii wake ga nai (2010): Rinko
- Shi ki (2010): Shigeki Maeda
- The Qwaser of Stigmata (2010): Eva S.
- Mitsudomoe (2 stagioni, 2010–2011): Kamo, Kurano, Ueno
- Jewelpet Sunshine (2011): Alex
- Tono to issho: gantai no yabō (2011): Shimadzu Kagak
- Yumekui Merry (2011): Masaru
- Another (2012): Misaki Fujioka
- Haitai Nanafa (2012): Īna
- Love 2 Quad (2012): Ermalit de Blanchefort
- Papa no iukoto o kikinasai! (2012): Hina Takanashi
- Amnesia (2013): Orion
- Dog & Scissors (2013): Yayoi Honda
- Mondaiji-tachi ga isekai kara kuru sō desu yo? (2013): Jin Russell
- Tamako Market (2013): Tatsuya
- Amagi Brilliant Park (2014): Eiko Adachi
- Gonna Be the Twin-Tail!! (2014): Miharu Mitsuka
- Knights of Sidonia (2014): Hinata Momose
- Log Horizon 2 (2014): Coppelia
- No-Rin (2014): Akina Nakazawa
- Sakura Trick (2014): Shizuku Minami
- Overlord (2015): Yuri α
- Show by Rock!! (2015): Holmy
- The Rolling Girls (2015): Himeko Uotora
- Senran Kagura: Estival Versus - Mizugi-darake no zen'yasai (2015): Minori
- Durarara!! x2 (2 stagioni, 2015–2016): Mikage Sharaku
- Brave Witches (2016): Edytha Rossmann
- Joker Game (2016): cuginetto
- Show by Rock!! Short!! (2016): Holmy
- Tales of Zestiria the X (2016): Symonne
- Juni Taisen: Zodiac War (2017): Kanae Aira/Tora
- Konohana kitan (2017): Kaguya
- Long Riders! (2017): Aoi Niigaki
- Netsuzou Trap (2017): Hotaru Mizushina
- Piacevole! (2017): Sara Teiri
- Shūdengo, capsule hotel de, jōshi ni binetsu tsutawaru yoru (2018): Minori Aizawa
- Senran Kagura Shinovi Master (2018): Minori
- Guilty Gear -STRIVE-: Dual Rulers (2025): Jack-O' Valentine

### Videogiochi
- Tatsunoko vs. Capcom: Cross Generation of Heroes (2008): Roll
- Corpse Party: Blood Covered (2010): Yuki Kanno / Nana Ogasawara
- Amnesia (2011): Orion
- Corpse Party: Book of Shadows (2011): Yuki Kanno / Nana Ogasawara
- Queen's Gate: Spiral Chaos (2011): Charlotte
- Amnesia: Later (2012): Orion
- Fire Emblem Awakening (2012): Maribelle
- Tales of Xillia 2 (2012): Maki
- Amnesia: Crowd (2013): Orion
- Amnesia: Memories (2013): Orion
- Monster Monpiece (2013): Irene
- Senran Kagura: Shinovi Versus (2013): Minori
- Amnesia: World (2014): Orion
- Oreshika: Tainted Bloodlines (2014): Tan
- Corpse Party: Blood Drive (2014): Yuki Kanno
- Etrian Odyssey 2 Untold: The Fafnir Knight (2014): Gradriel
- Operation Abyss: New Tokyo Legacy (2014): Masa Muramasa
- Senran Kagura: Bon Appétit! (2014): Minori
- The Idolmaster One For All (2014): Anzu Futaba
- Criminal Girls 2: Party Favors (2015): Sui
- Guilty Gear Xrd -REVELATOR- (2015): Jack-O' Valentine
- Nights of Azure (2015): Lilysse
- Operation Babel: New Tokyo Legacy (2015): ILITH
- Senran Kagura: Estival Versus (2015): Minori
- Tales of Zestiria (2015): Symonne
- Atelier Firis: The Alchemist and the Mysterious Journey (2016): Lewis Vester
- Hero Must Die (2016): Sara
- Mary Skelter: Nightmares (2016): Kaguya
- Street Fighter V (2016): R. Mika
- Exile Election (2017): Alice
- Fire Emblem Heroes (2017): Maribelle
- Senran Kagura: Peach Beach Splash (2017): Minori
- Shinobi Master Senran Kagura: New Link (2017): Minori
- Senran Kagura Burst Re:Newal (2018): Minori
- Muse Dash (2018): Reimu Hakurei
- Code Vein (2019): Nicola Karnstein
- OneeChanbara ORIGIN (2019): Saki
- Blue Archive (2021): Sunohara Kokona
- Guilty Gear -STRIVE- (2021): Jack-O' Valentine
- AI: The Somnium Files - nirvanA Initiative (2022): Shoma Enda
- Goddess of Victory: Nikke (2022): Volume
- Another Code: Recollection (2024): Sayoko Robins, Olivia Graham
- Zenless Zone Zero (2024): Corin Wickes
- Metaphor: ReFantazio (2024): Agrica
- Raidou Remastered: The Mystery of the Soulless Army (2025): voci addizionali